# Розмер (Квебек)
Розмер (фр. Rosemère) је град у Канади у покрајини Квебек. Према резултатима пописа 2011. у граду је живело 14.294 становника.

## Становништво
Према резултатима пописа становништва из 2011. у граду је живело 14.294 становника, што је за 0,9% више у односу на попис из 2006. када је регистровано 14.173 житеља.
| 2006.  | 2011.  |
| ------ | ------ |
| 14.173 | 14.294 |